# Meteorologiåret 1999

## Händelser

### Januari
- 1 januari - I Regina, Kanada dödas 1 person och 25 skadas då en lavin slår till mot nyårsfirare i Kangiqsualujjuaq i norra Québec-provinsen längs med Ungavavikens stränder [1].
- 27 januari – I Vuoggatjålme, Sverige uppmäts temperaturen - 49,0 °C, och därmed tangeras Sveriges lägsta uppmätta temperatur för månaden från 1951 [2].
- 28 januari
  - I Kittilä, Lappland, Finland uppmäts temperaturen −51,5 °C (−60.7 °F), vilket blir Finlands lägst uppmätta temperatur någonsin [3].
  - Med - 46,4 °C i Ylenjärvi, Sverige uppmäts köldrekord för Norrbotten [4].
  - 30 januari - Vid världsmästerskapet i bandy i Archangelsk i Ryssland spelas matchen Sverige-Ryssland (8-1) i -31,0 °C.[5]

### Februari
- 4 februari
  - På grund av sträng kyla vid världsmästerskapet i bandy i Archangelsk i Ryssland spelas matchen Ryssland-Sverige 4x15 minuter istället för 2x45 minuter.[5]
  - Stormvindar på uppåt 35 sekundmeter blåser över Sydsverige, med strömavbrott i Skåne, Halland och Mälardalen. Öresundstrafiken ställs in.[5]
- 10 februari - Efter ymniga snöfall i Franska Alperna har tio personer dödats, och tiotusentals turister är fast.[5]
- 20 februari
  - Ymniga snöfall i Alperna i Österrike blockerar de stora vägarna.[5]
  - Vattenståndet i södra Tyskland stiger och lamslår trafiken.[5]
- 23 februari - Snöstormar rasar i Alperna i Österrike. Sju personer dödsoffer för lavin.[5]
- 24 februari - Gotland isoleras efter oväder.[5]
- 26 februari - Sju barn och två vuxna i minibuss från Norrköping omkommer i krock med lastbil utanför Karlskoga, och båda fordonen fattar eld. Dagen därpå framkommer att extrem halka och underkylt regn var orsaken.[5]

### April
- 3 april - Hällande regn och kyla förvärrar situationen för tusentals Kosovoalbanska flyktingar som köar för att få komma in i Makedonien.[5]
- 3-4 april - En isstorm härjar i Minnesota, USA [6].
- 10 april – 143,5 millimeter nederbörd faller över Samnangers kommun, Norge vilket innebär norskt dygnsnederbördsrekord för månaden, då 1967 års rekord slås [7].
- 19 april - Regn- och snöoväder stoppar tåg- och biltrafiken på Sveriges västkust.[5]
- 22 april – Vid Narsarsuaqs flygplats, Grönland uppmäts temperaturen + 18.0 °C, vilket blir Grönlands högst uppmätta temperatur för månaden [8].

### Maj
- 8 maj - Våren i Sverige uppges vara minst en vecka försenad.[5]
- 10 maj – 30 centimeter snö uppmäts i Klevmarken, Sverige under privata mätningar [9].
- 15 maj – Vid Mount Everest, Sagarmatha, Nepal uppmäts temperaturen −45.0 °C (−49.0 °F), vilket blir Nepals lägst uppmätta temperatur någonsin [10].
- 17 maj - 79 millimeter regn faller över Lurøy, Norge vilket blir Norges våtaste nationaldag någonsin [11].
- 22 maj - Kraftiga översvämningar dränker Bayern i Tyskland efter stora flodvågor på floden Donau och rekordhögt vattenstånd i Bodensjön.[5]

### Juni
- Juni – Sveriges västkust upplever sin regnigaste junimånad sedan 1860.[5]
- Juni-augusti – Sverige upplever en varm sommar i framför allt i de östra delarna.[5]
- 2 juni – I Hall Land, Grönland uppmäts temperaturen -15.3 °C, vilket blir Grönlands lägst uppmätta temperatur för månaden [8].

### Juli
- 4 juli – Blåst knockar ner miljontals träd i BWCA-området i USA. 19 personer skadas [12].
- 5 juli – Arrowheadfloden i USA svämmar över [12].
- 12 juli – Värmebölja råder i Sverige, och i Stockholm råder rekordvarma 32.4 °C .[5]
- 17 juli – Hemavan översvämmas efter störtregn.[5]
- 28 juli – Vattenståndet i insjön Vättern i Sverige når sin högsta nivå sedan 1927, och vållar problem för markägare.[5]
- 30 juli – Torkan i Östra Svealand är de värsta sedan 1959, och slår hårdast till mot vallskörd, potatis och sockerbetor.[5]

### Augusti
- 3 augusti – Skyfall och stormvindar i Sydostasien härjar. I Sydkorea omkommer 60 personer, och Manila råder katastroftillstånd.[5]

### September
- September - Vestlandet i Norge upplever sin varmaste septembermånad någonsin, då 1949 års rekord slås [13].

### Oktober
- Oktober – Tropiska orkanen Erene orsakar omfattande skadegörelse i Florida, USA.[14]
- 7 oktober - Kraftiga skyfall lägger stora delar av Centralamerika under vatten. I Mexiko råder undantagstillstånd i nio delstater. 344 personer rapporteras drunknade, och 270 000 hemlösa.[14]
- 18 oktober – I Sverige täcks Norrlands inland och nordvästra Svealand av vinterns första snötäcke.[14]
- 30 oktober – En halv person blir hemlösa och flera tusen befaras omkomna då en cyklon drar fram över delstaten Orissa i Indien. Butiksplundringar följer.[14]

### November
- November-december - Södra Sverige drabbas av tre stormar som dödar en person och gör 100 000 abonnenter strömlösa. Cirka 5 miljoner kubikmeter skog fälls [15].
- 8 november
  - Vietnam  drabbas av en av seklets värsta översvämningar. Städer och byar i de centrala delarna isoleras, och minst 527 personer har omkommit.[14]
  - En värmebölja drabbar Minnesota, USA och ger många nya rekord [16].
- 10 november – Stora hagel och regnfall i Minnesota, USA orsakar trafikkaos då bilförare tvingas köra av vägen [17].
- 11 november – Vinterns första Sverige-omfattande snötäcke slår till.[14]
- 17 november – Vid Narsarsuaqs flygplats, Grönland uppmäts temperaturen + 18,5 °C, vilket blir Grönlands högst uppmätta temperatur för månaden [8].

### December
- December - Hela 247 millimeter nederbörd faller över Borås, Sverige, vilket är nytt rekord för månaden [18].
- 3- 4 december – I Sverige blåser det upp till storm i mellersta och söra Götaland, och vinden uppnår orkanstyrka ute på Hanö, med 23 meter per sekund. I Danmark dödas tre personer.[14]
- 17 december - Färjor ställs in, tåg ersätts av bussar och fallande träd krossar  bilar i centrala  Göteborg då vindbyar på upp till 36 sekundmeder sveper in över södra och västra Sverige.[14]
- 23 december - Två veckors ihållande regn i Venezuela har orsakat översvämningar och jorderosion som uppges ha dödat 30 000 personer och gjort cirka 200 000 hemlösa. Flera döda kroppar spolas ut i Karibiska havet.[14]
- 25 december - Orkanen Lothar drar fram över stora delar av Västeuropa och dödar minst 62 personer. Norra Frankrike, där fallande träd krossar bilisterna, drabbas värst.[14]
- 28 december - Nya orkanvindar drar in i Europa och kostar nästan 100 människoliv då fallande träd krossar de flesta offren. Frankrike drabbas värst, vid slottet Versailles rycks 10 000 träd upp med rötterna.[14]

### Okänt datum
- I Santa Barbara, Durango, Mexiko uppmäts temperaturen −32 °C (−25.6 °F), vilket blir Mexikos lägst uppmätta temperatur någonsin [19].
- Medeltemperaturen har ökat med en grad sedan 1900 [20].
- Anton Eliassen efterträder Arne Grammeltvedt som direktör för Meteorologisk institutt i Norge [21].

## Avlidna
- Okänt datum – Homer A. McCrerey, amerikansk meteorolog och oceanograf.

### Fotnoter
1. ↑  ”Dan, Dan the Weatherman's Canadian Weather Trivia Page”. Arkiverad från originalet den 9 september 2013. https://web.archive.org/web/20130909001246/http://www.dandantheweatherman.com/cantriv.html. Läst 23 februari 2011.
2. ↑  SMHI Arkiverad 9 september 2010 hämtat från the Wayback Machine.
3. ↑  ”Ilmatieteen laitos - Sää ja ilmasto - Ilmastotilastot - Lämpötilaennätyksiä - kk”. Fmi.fi. http://fmi.fi/saa/tilastot_11.html. Läst 20 augusti 2010.
4. ↑  ”SMHI”. Arkiverad från originalet den 18 april 2011. https://web.archive.org/web/20110418031323/http://www.smhi.se/kunskapsbanken/meteorologi/norrbottens-klimat-1.5008. Läst 4 februari 2011.
5. 1 2 3 4 5 6 7 8 9 10 11 12 13 14 15 16 17 18 19 20   När Var Hur 2000. Forum
6. ↑  ”Arkiverade kopian”. Arkiverad från originalet den 22 juni 2010. https://web.archive.org/web/20100622105435/http://climate.umn.edu/pdf/mn_winter_1887-1888.pdf. Läst 10 oktober 2010.
7. ↑  MET Arkiverad 22 juni 2010 hämtat från the Wayback Machine.
8. 1 2 3  DMI
9. ↑  SMHI
10. ↑  Extremes Arkiverad 15 november 2012 hämtat från the Wayback Machine. Instituto de Meteorologia, IP Portugal
11. ↑  MET
12. 1 2  ”Arkiverade kopian”. Arkiverad från originalet den 21 juli 2010. https://web.archive.org/web/20100721153842/http://climate.umn.edu/pdf/day_in_weather_history/july_wx_history.pdf. Läst 16 februari 2011.
13. ↑  MET
14. 1 2 3 4 5 6 7 8 9 10 11   När Var Hur 2001. Forum
15. ↑  Faktakalendern 2006, Semic, 2005
16. ↑  .”Arkiverade kopian”. Arkiverad från originalet den 16 juli 2010. https://web.archive.org/web/20100716104924/http://www.climate.umn.edu/pdf/day_in_weather_history/november_wx_history.pdf. Läst 16 februari 2011.
17. ↑  ”Arkiverade kopian”. Arkiverad från originalet den 16 juli 2010. https://web.archive.org/web/20100716104924/http://www.climate.umn.edu/pdf/day_in_weather_history/november_wx_history.pdf. Läst 16 februari 2011.
18. ↑  SMHI
19. ↑  ”El día más frío del ańo :: México”. EsMas.com. Arkiverad från originalet den 12 november 2013. https://web.archive.org/web/20131112204036/http://www.esmas.com/noticierostelevisa/mexico/333284.html. Läst 20 augusti 2010.
20. ↑  Sverige 1900-talet – Varmare men från ett kallt utgångsläge, NE, Bra Böcker, 2000
21. ↑  MET Arkiverad 15 december 2010 hämtat från the Wayback Machine.